# Juho Vennola
Juho Heikki Vennola (tên khai sinh Karhu, 19 tháng 6 năm 1872 – 3 tháng 12 năm 1938) là giáo sư kinh tế tại Đại học Helsinki, Nghị sĩ, và chính trị gia thuộc Đảng Tiến bộ Quốc gia, và giữ chức Thủ tướng Phần Lan hai lần.
Chính phủ đầu tiên của Vennola từ 15 tháng 8 năm 1919 đến 15 tháng 3 năm 1920 và lần hai từ 9 tháng 4 năm 1921 đến 2 tháng 2 năm 1922. Ông còn là quyền Thủ tướng trong chính phủ lần hai của Pehr Evind Svinhufvud từ 18 tháng 2 đến 21 tháng 3 năm 1931. Ông còn giữ chức Thứ trưởng Tài chính (1918–1919), Bộ trưởng Thương mại và Công nghiệp (1919), Bộ trưởng Ngoại giao (1922–1924) và Bộ trưởng Tài chính (1930–1931).
Vennola là nghị sĩ từ năm 1919 đến năm 1930 và là thành viên của Uỷ ban Hoà bình Tartu năm 1920.